# Drużyna specjalnej troski
Drużyna specjalnej troski (ang. Bad News Bears) – amerykański film komediowy z 2005 roku w reżyserii Richarda Linklatera. Wyprodukowany przez Paramount Pictures. Remake filmu Straszne misie z 1976 roku.
Premiera filmu miała miejsce 22 lipca 2005 roku w Stanach Zjednoczonych.

## Opis fabuły
Morris Buttermaker (Billy Bob Thornton) niegdyś odnosił sukcesy jako zawodowy bejsbolista. Został jednak usunięty z ligi za atak na sędziego. Teraz dostaje szansę powrotu na murawę. Ma poprowadzić drużynę Niedźwiadków, najgorszy zespół małej ligi.

## Obsada
Źródło: Filmweb
- Arabella Holzbog jako Shari Bullock
- Karen-Eileen Gordon jako pani Grey
- Sammi Kane Kraft jako Amanda Whurlitzer
- Carter Jenkins jako Joey Bullock
- Jeff Davies jako Kelly Leak
- Tyler Patrick Jones jako Timothy Lupus
- Pancho Moler jako Kevin
- Ridge Canipe jako Toby Whitewood
- Billy Bob Thornton jako Morris Buttermaker
- Greg Kinnear jako Roy Bullock
- Marcia Gay Harden jako Liz Whitewood

i inni